# Штакельберги
Штакельберг (нем. Stackelberg) — два старинных баронских рода.

## Происхождение и история рода
Фамилия Stackelberg была известна уже в XII веке: в 1146 году германский император Конрад III возвёл в рыцарское звание Оттона Штакельберга, владетеля поместья Вальдунгена в рыцарское звание. В XIV веке Штакельберги переселились из Вестфалии в остзейские области. В 1602 году Георг фон Штакельберг получил звание шведского рейхсрата.
Первый род ведёт происхождение от генерал-майора Карла-Адама фон Штакельберга, возведенного в баронское достоинство королевства Шведского Карлом XII в 1714 году.
Второй — от генерала-фельдмаршала шведских войск Бернда-Отто фон Штакельберга, возведенного в баронское достоинство грамотой королевы Ульрики-Элеоноры в 1727 году. Оба рода были внесены в матрикулы лифляндского дворянства.
Графский род Штакельберг ведёт своё происхождение от камергера Высочайшего двора Рейнгольда-Иоанна фон Штакельберга, возведенного в графское достоинство Римской империи императором Иосифом II в 1786 г. Со смертью последнего представителя, Эдуарда-Рейнгольда Оттоновича Штакельберга, графский род Штакельбергов пресекся, и графский титул Высочайшим повелением 1874 г. дарован мужу дочери Эдуарда Рейнгольда, Ады, барону Эвальду Константиновичу Унгерн-Штернбергу.

## Известные представители рода Карла-Адама фон Штакельберга
- Отто Магнус Штакельберг (1786—1837)
- Александр Фёдорович Штакельберг (1833—1898)
  - Николай Александрович Штакельберг (1861—1943)
- Олаф Романович Штакельберг (1818—1903)

## Известные представители рода Бернда-Отто фон Штакельберга
- Рудольф Александрович Штакельберг (1880—1940)